# Иновроцлав
Иновро̀цлав (на полски: Inowrocław; на немски: Inowrazlaw, Hohensalza, Jungbreslau) е град в Централна Полша, Куявско-Поморско войводство. Административен център е на Иновроцлавски окръг, както и на селската Иновроцлавска община, без да е част от нея. Самият град е обособен в самостоятелна градска община с площ 30,42 км2.

## География
Градът се намира в историческата област Куявия. Разположен е близо до десния бряг на река Нотеч в географския макрорегион Великополска езерна област.

## История
Селището получава градски права около 1238 г. В периода 1466 – 1772 г. градът е столица на Иновроцлавското войводство. След първото разделяне на Жечпосполита през 1772 г. е даден на Прусия в чиято територия остава до 1919 г., когато е върнат на Полша. В периода 1975 – 1998 г. е в състава на Бидгошчкото войводство.

## Население
Населението на града възлиза на 73 577 души (2017 г.). Гъстотата е 2419 души/км2.
Демография
- 1899 г. – 26 000 души
- 1939 г. – 41 000 души
- 1946 г. – 35 808 души
- 1960 г. – 47 267 души
- 1970 г. – 54 911 души
- 1978 г. – 63 500 души
- 1988 г. – 75 182 души
- 1997 г. – 79 571 души
- 2002 г. – 77 936 души
- 2009 г. – 76 137 души
- 2019 г. – 72 561 души

## Личности
Родени в града
- Юзеф Глемп – полски римокатолически духовник, примас на Полша
- Мариан Бискуп – полски историк
- Анджей Брончик – полски футболист
- Ирена Дубиска – полска цигуларка
- Яцек Янишевски – полски политик
- Ян Каспрович – полски поет, драматург
- Марчин Мрожински – полски актьор, музикант
- Томаш Пета – католически архиепископ
- Войчех Поляк – полски римокатолически духовник, настоящ примас на Полша

## Градове партньори
- Bad Oeynhausen, Германия

## Фотогалерия
- Паметник на Ян Каспрович
- Църква „Св. Богородица“
- Химическият завод в града
- Ошедле „Ромбин“